# Deuteraphorura kruberaensis
Deuteraphorura kruberaensis (лат.) — вид троглобионтных коллембол из отряда Poduromorpha (семейство Onychiuridae, Onychiurinae, Deuteraphorura Absolon, 1901).
Найдены в одной из глубочайших пещер мира (пещера Крубера-Воронья, в горном массиве Арабика в Абхазии, Гагрский район, Западный Кавказ). Открытие было сделано в ходе работы совместной испанско-португальско-российской экспедиции летом 2010 года. Описание сделали испанские зоологи Рафаэль Йордана (исп. Rafael Jordana) и Энрико Бакуэро (исп. Enrique Baquero) из Университета Наварры, португальский спелеобиолог София Реболейра (порт. Sofia Reboleira, Авейруский университет, Португалия) и испанский энтомолог Альберто Сендра (исп. Alberto Sendra).

## Описание
Длина тела около 2 мм (окраска беловатая). Глаз нет. Мандибулы с 4 апикальными зубцами. Формула хет лабрума — 4/142. Субментум несёт 4+4 хеты; на базолатеральном поле (ментум) — 5 хет. Видовое название D. kruberaensis дано по имени пещеры Крубера (Krubera), в которой был найден новый таксон. Предположительно, этот и несколько других (Schaefferia profundissima, Anurida stereoodorata, Plutomurus ortobalaganensis), найденных там же новых видов, питаются грибками и разлагающейся органикой.